# Galdino
Galdino  è un nome proprio di persona italiano maschile.

## Varianti
- Femminili: Galdina

## Origine e diffusione
L'origine è dubbia; secondo alcune fonti, si tratta di un diminutivo di Galdo, che è un ipocoristico ormai desueto di Gerardo.
In altri casi, viene considerato un nome a sé stante, di origine germanica, basato su geld o gild ("prezioso"), col significato di "gioiello", oppure derivato dall'elemento wald ("dominare"), giunto in questa forma tramite il francese Gaudin.

## Onomastico
L'onomastico ricorre il 18 aprile in memoria di san Galdino, arcivescovo di Milano.

## Persone
- Galdino della Sala, arcivescovo e santo italiano

## Il nome nelle arti
- Galdino, più noto come Mr. 3, è un personaggio della serie manga e anime One Piece.
- Fra Galdino è un personaggio del romanzo di Alessandro Manzoni I promessi sposi.